# Nagymedve esőerdő

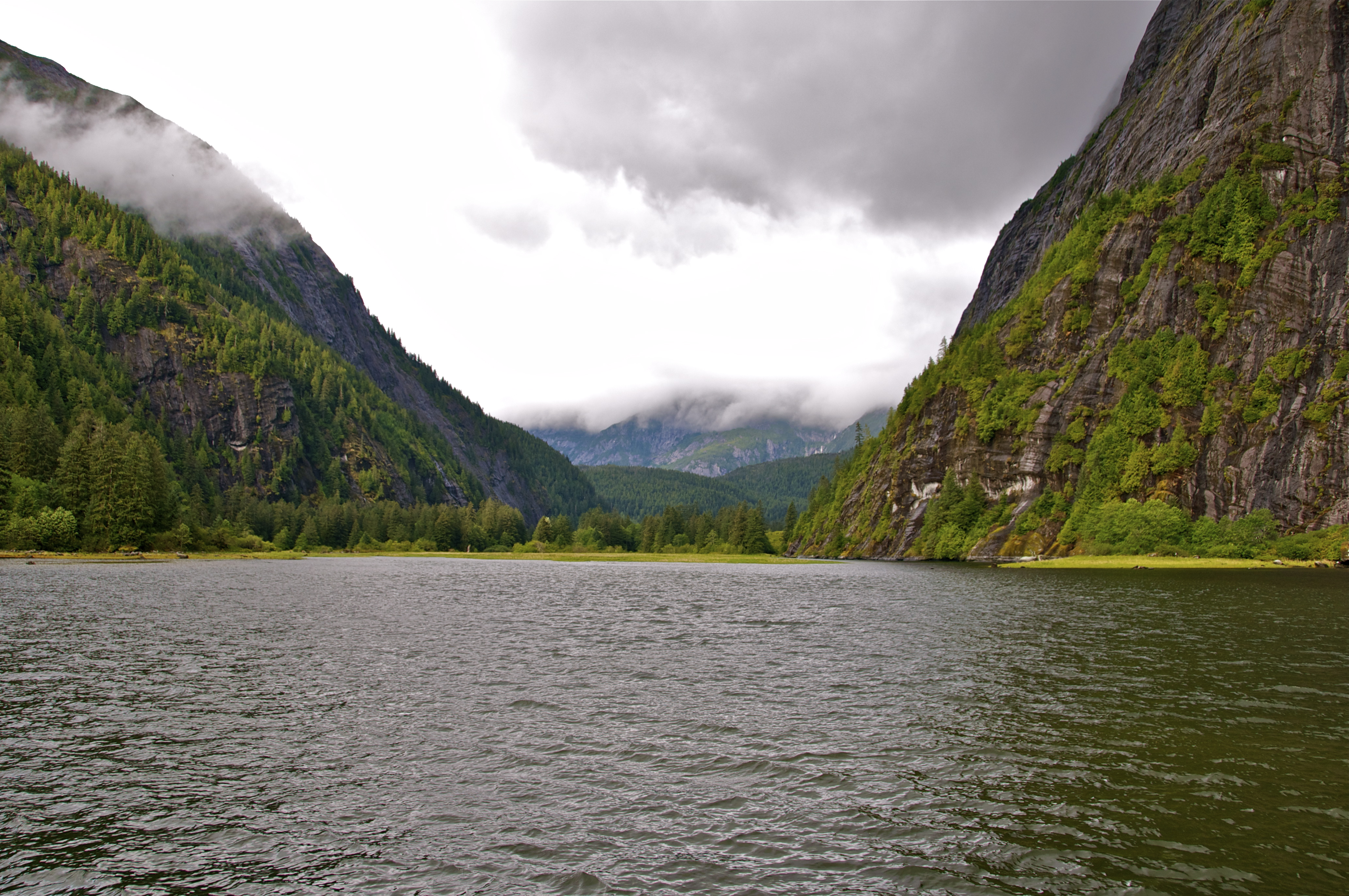
Nagymedve esőerdő

A Nagymedve esőerdő (Great bear rainforest ) egy mérsékelt égövben található esőerdő. Kiterjedése 6,4 millió hektár, melybe a tengerparti területek is beletartoznak. 2016 óta területének 85%-a védelem alatt áll, így a világ legnagyobb érintetlen mérsékelt égövi esőerdejeként tartják számon.

## Földrajz
Kanada British Columbia államában található, méghozzá annak is a Csendes-óceáni partvidékén.
Az esőerdő 4 tektonikus lemez találkozásánál fekszik, ezek a Csendes-óceáni, Észak-Amerikai, Juan de Fuca és az Explorer lemez. Ezeknek az évezredes mozgásai alakították a tájat a mai formájára, így kialakultak szigetek, fjordok, szurdokok és hegységek. Az időjárás kialakításában fontos szerepet játszik a szél, a Nyugati szél meleg, nedves levegőt hoz magával, mely a tengerparti hegyeket érintve lehűl, és eső, hó vagy köd formájában csapódik le évszaktól függően. A Keletről érkező szél itt válik ketté: Alaszkai és kaliforniai áramlattá alakulva ebben az átmeneti zónában hat a hőmérsékletre, illetve felkavarja a tengert is, a felszín közelébe hozva az értékes tápanyagokat, ami miatt nagyon gazdag tengeri élővilág alakult ki. Mivel tengerközeli esőerdőről van szó, így nagyon szoros kölcsönhatások alakultak ki a tenger és szárazföld között. Például a különböző tengeri tápanyagok partra sodródásával bekerülnek a szárazföldi táplálékláncba, és végighaladva a táplálékláncon, végül termékennyé teszi az erdő talaját. Vagy másik fontos példa a szoros kölcsönhatásra a különböző lazacfajok, melyek az ívási időszakban a tengerből úsznak fel folyókba és patakokba, hogy lerakhassák ikráikat.

## Klíma
Viszonylag állandó időjárás jellemzi egész évben, de elkülönítünk téli és nyári évszakot is. Rendkívül nagy mennyiségű csapadék, évi 6650 mm hull le ezen a területen. Ennek a legnagyobb része a téli hónapokban hull le, ekkor az átlaghőmérséklet -2 °C fok, míg nyáron 17 °C fok. Nagyon gyakran alakul ki egy szép jelenség, az úgynevezett "fog drip" a ködös levegőtől. A jelenség lényege, hogy a kisméretű vízcseppek a fák ágain és levelein összeállnak nagyobb cseppekké, majd lehullanak róluk.

## Növény,- és állatvilág

### Flóra

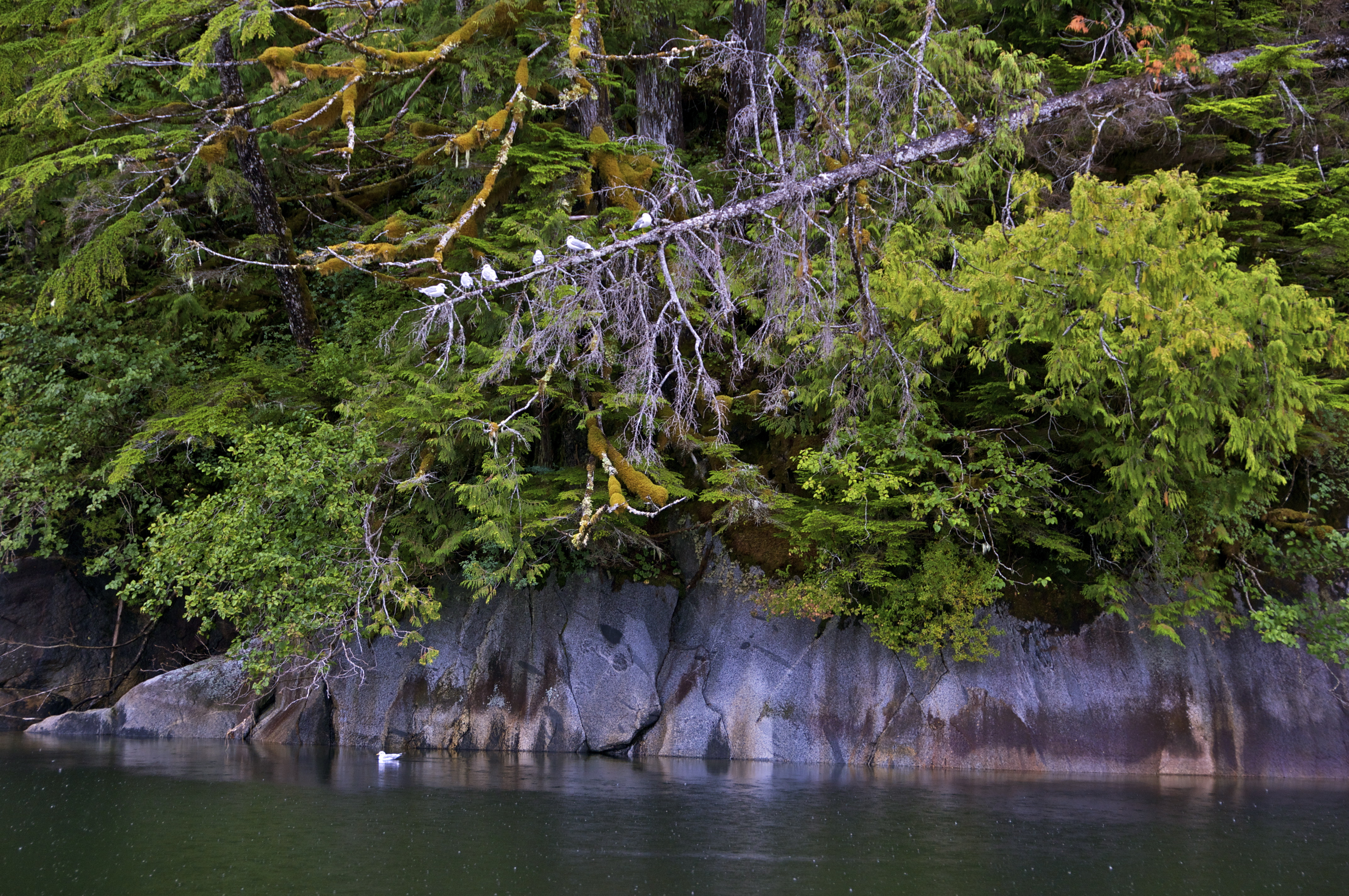
Az esőerdő növényvilága

Az esőerdő tengerparti részeiben találhatóak meg a különleges hínárerdőkről. A hínárerdők nagyon fontos szerepet töltenek be ökoszisztémában. Élőhelyet biztosítanak rengeteg élőlénynek, pl. gyöngykagylóknak, álsügéreknek, tengeri sünöknek stb., és táplálékot is biztosít a különböző tengeri állatoknak. Ezenkívül háborítatlanná teszik a tengert a nyílt vízhez képest, vagyis lelassítják a tenger morajlását és hullámzását, így kitűnő menedéket jelent a kikelő lárváknak, rákféléknek és halaknak. Nagymennyiségű szén-dioxidot is megkötnek, ahogy az esőerdőben lévő fák is. Itt találhatóak a Föld legidősebb, és legmagasabb Óriás tujái, Szitka lucfenyői, jegenyefenyők, duglászfenyők, a fákon pedig rengeteg zuzmó és mohafaj él.

### Fauna

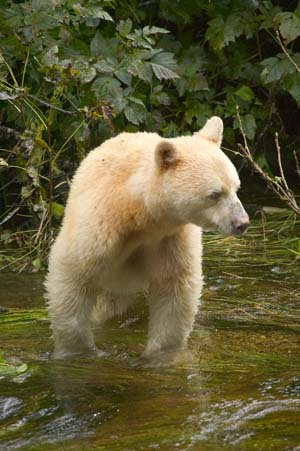
Kermode medve

Az állatvilág is rendkívül változatos, egyik nagyon fontos képviselőjük a lazac, melyek a sós tengerből úsznak fel az édesvizű patakokban, hogy ikrát rakhassanak le, de közben nagyon fontos élelemforrásként hasznosítják a különböző állatok. De vannak olyan fajok, amik a szaporodásukat is a lazacok felúszásához időzítik, vagyis, hogy a fejlődő utódok etetése egybeessen a lazacok ívásával, ilyen például a rozsomák és a nyérc. Egyéb nagyragadozók is élnek a nagymedve esőerdőben, ahogy az esőerdő neve is utal rá, több medvefaj is él itt, például a fekete medve, barna medve, és a fekete medve alfaja, a kermode medve. A kermode medve British Columbia hivatalos szimbóluma és a helyi indián törzsek fehér színe miatt szellemmedvének is hívják. A fehér szín kialakulásáért egy recesszív allél a felelős, és érdekesség, hogy ők eredményesebb vadászok a folyókban, mint a fekete színű medvék, ugyanis a hal perspektívájából nézve kevésbé láthatóak. Más ragadozók is élnek itt, például farkasok, pumák, rozsomák, a tengerben pedig kardszárnyú delfin, oroszlánfókák és vidrák is élnek. Az itt élő farkasok is különlegesek, ugyanis alkalmazkodtak itteni környezetükhöz, így megtanultak egyik szigetről a másikra átúszni a tengerben, és lazacra, oroszlánfókákra is megtanultak vadászni.